# Leptotyphlops dimidiatus
Leptotyphlops dimidiatus este o specie de șerpi din genul Leptotyphlops, familia Leptotyphlopidae, descrisă de Jan 1861. Conform Catalogue of Life specia Leptotyphlops dimidiatus nu are subspecii cunoscute.